# Vista Hermosa, Tlapa de Comonfort
Vista Hermosa är en ort i Mexiko.   Den ligger i kommunen Tlapa de Comonfort och delstaten Guerrero, i den sydöstra delen av landet, 230 km söder om huvudstaden Mexico City. Vista Hermosa ligger 1 874 meter över havet och antalet invånare är 107.
Terrängen runt Vista Hermosa är huvudsakligen kuperad, men åt sydost är den bergig. Runt Vista Hermosa är det ganska tätbefolkat, med 65 invånare per kvadratkilometer. Närmaste större samhälle är Tlapa de Comonfort, 13,7 km norr om Vista Hermosa. I omgivningarna runt Vista Hermosa växer huvudsakligen savannskog.